# جالين سوغز
جالين سوغز (مواليد 3 يونيو 2001) هو لاعب كرة سلة أمريكي يلعب في مركز لاعب هجوم خلفي أو مدافع مسدد الهدف في نادي أورلاندو ماجيك.

## روابط خارجية
- جالين سوغز على موقع الاتحاد الدولي لكرة السلة (الإنجليزية)
- جالين سوغز على موقع إن بي أي (الإنجليزية)
- جالين سوغز على موقع سبورتس رفرنس (الإنجليزية)
- جالين سوغز على موقع كرة السلة الأوروبية.كوم (الإنجليزية)
- جالين سوغز على موقع كلية كرة السلة في سبورتس رفرنس.كوم (الإنجليزية)
- جالين سوغز على موقع ريلجم (الإنجليزية)
- جالين سوغز على موقع بروبوليرز (الإنجليزية)